# Padang Panyang
Padang Panyang is een bestuurslaag in het regentschap Nagan Raya van de provincie Atjeh, Indonesië. Padang Panyang telt 1131 inwoners (volkstelling 2010).